# Laurus novocanariensis
Laurus novocanariensis is een groenblijvende boom uit de laurierfamilie (Lauraceae), die endemisch is in Macaronesië, waar deze voorkomt op de westelijke Canarische Eilanden en Madeira.
De soort is in 2002 op basis van genetische, morfologische en fysiologische verschillen afgesplitst van Laurus azorica, een soort die nu beperkt is tot de Azoren.

## Naamgeving enetymologie
- Engels: Canary Bay
- Spaans: Loro, laurel

De botanische naam Laurus is de Latijnse benaming voor 'laurier'. De soortaanduiding novocanariensis slaat op de nieuwe naam en op de vindplaats, de Canarische Eilanden.

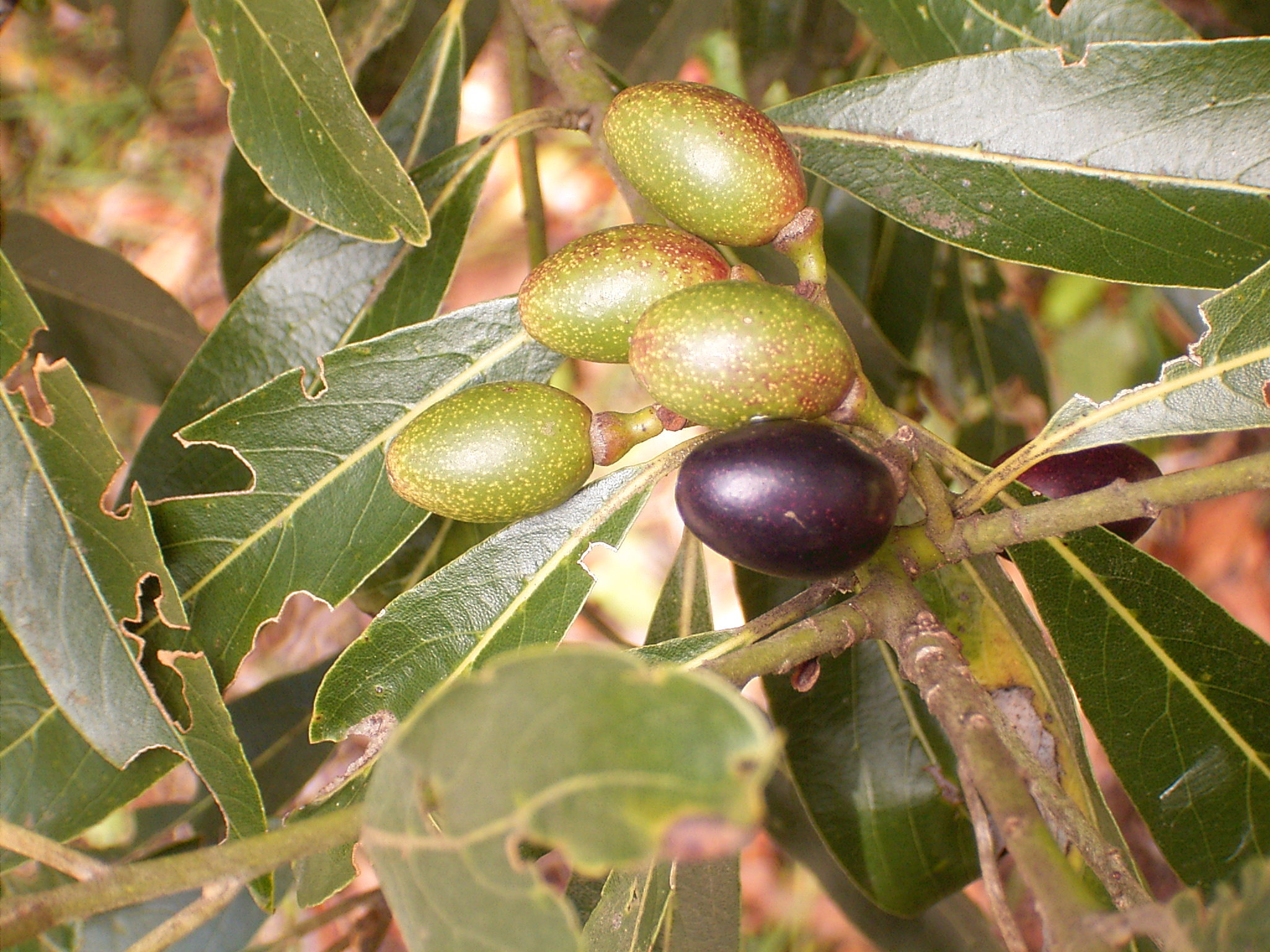
vruchten

## Kenmerken
Laurus novocanariensis is een groenblijvende boom, van 3 tot 20 m hoog. De stam is sterk vertakt en heeft een grijze of groene schors. De kroon is meestal zeer dicht. De bladeren zijn tot 15 cm lang, aan de bovenzijde glanzend donkergroen, leerachtig, ei- tot lancetvormig, gaafrandig, gesteeld en voorzien van klieren in de bladoksels. 
De plant is tweehuizig (dioecious), de vrouwelijke en mannelijke bloemen vormen zich op verschillende planten. De bloemen zijn klein, groenachtig wit en sterk geurend, en groeien in kleine trossen in de bladoksels. De mannelijke bloemen dragen talrijke meeldraden. Enkel de vrouwelijke bloemen ontwikkelen vruchten. 
De vruchten zijn eivormige, gladde, tot 1,5 cm grote bessen, die aanvankelijk groen en bij rijpheid zwart worden.
De plant bloeit van november tot in april.

## Habitat en verspreiding
Laurus novocanariensis is endemisch in Macaronesië, waar deze voorkomt op de westelijke Canarische Eilanden (La Palma, La Gomera, El Hierro, Tenerife en Gran Canaria) en Madeira. 
De boom komt voor op humusrijke bodems in subtropische bossen met een hoge relatieve luchtvochtigheid. Hij is kenmerkend voor het Canarische laurierbos (laurisilva) en komt daar voor in het gezelschap van Apollonias barbujana, Ocotea foetens en Persea indica, maar komt ook samen met Myrica faya voor in de aangrenzende fayal-brezal.

## Economisch belang
Het hout wordt plaatselijk gebruikt om klein gereedschap zoals hooivorken te maken.
De bladeren worden, net als die van de laurier (Laurus nobilis) gebruikt in de keuken. Uit de bessen wordt een etherische olie gewonnen, waaraan geneeskundige krachten worden toegeschreven, maar die voor de plant zowel een insecten- als een schimmelwerende functie heeft.
L. azorica · L. nobilis (Gewone laurier) · L. novocanariensis